# Animación abstracta
La Animación abstracta es un subgénero de cine experimental. Su historia frecuentemente sobrepasa el interés y la historia de visual music. Algunas de las primeras imágenes abstractas en movimiento conocidas por su sobrevivencia son aquellas producidas por un grupo de artistas alemanes que trabajaron en los primeros años de 1920, un movimiento relacionado con Cine absoluto. Los artistas Walter Ruttmann, Hans Richter, Viking Eggeling y Oskar Fischinger; presentan diferentes aproximaciones a la abstracción en movimiento: como análogo a la música, o a la creación de un absoluto lenguaje de la forma, una aproximación temprana al arte abstracto. Ruttmann describió el trabajo de su película como 'pintura en el tiempo.'
Las películas abstractas son experiencias visuales y auditivas no narrativas que no tienen historia ni actuación. Ellas dependen de cualidades únicas de movimiento, ritmo, luz y composición inherente como medio técnico del cine para crear experiencias emotivas.